# Vỉ nướng
Vỉ nướng là dụng cụ nấu ăn có bề mặt phẳng và rộng. Nó có thể là một cái chảo hoặc bề mặt phẳng gắn vào bếp.  Vỉ nướng truyền thống có thể làm từ gạch hoặc kim loại, với bề mặt phẳng hoặc hơi cong. 
Ở các nước phát triển, vỉ nướng thường là tấm kim loại phẳng. Vỉ nướng dùng trong gia đình hoặc nhà hàng có thể được làm nóng trực tiếp hoặc gián tiếp, với nguồn nhiệt từ củi, than, khí đốt hoặc điện. Loại vỉ nướng cho quán ăn, nhà hàng thường sử dụng điện, khí tự nhiên hoặc propan.